# 阿富汗的鸦片生产

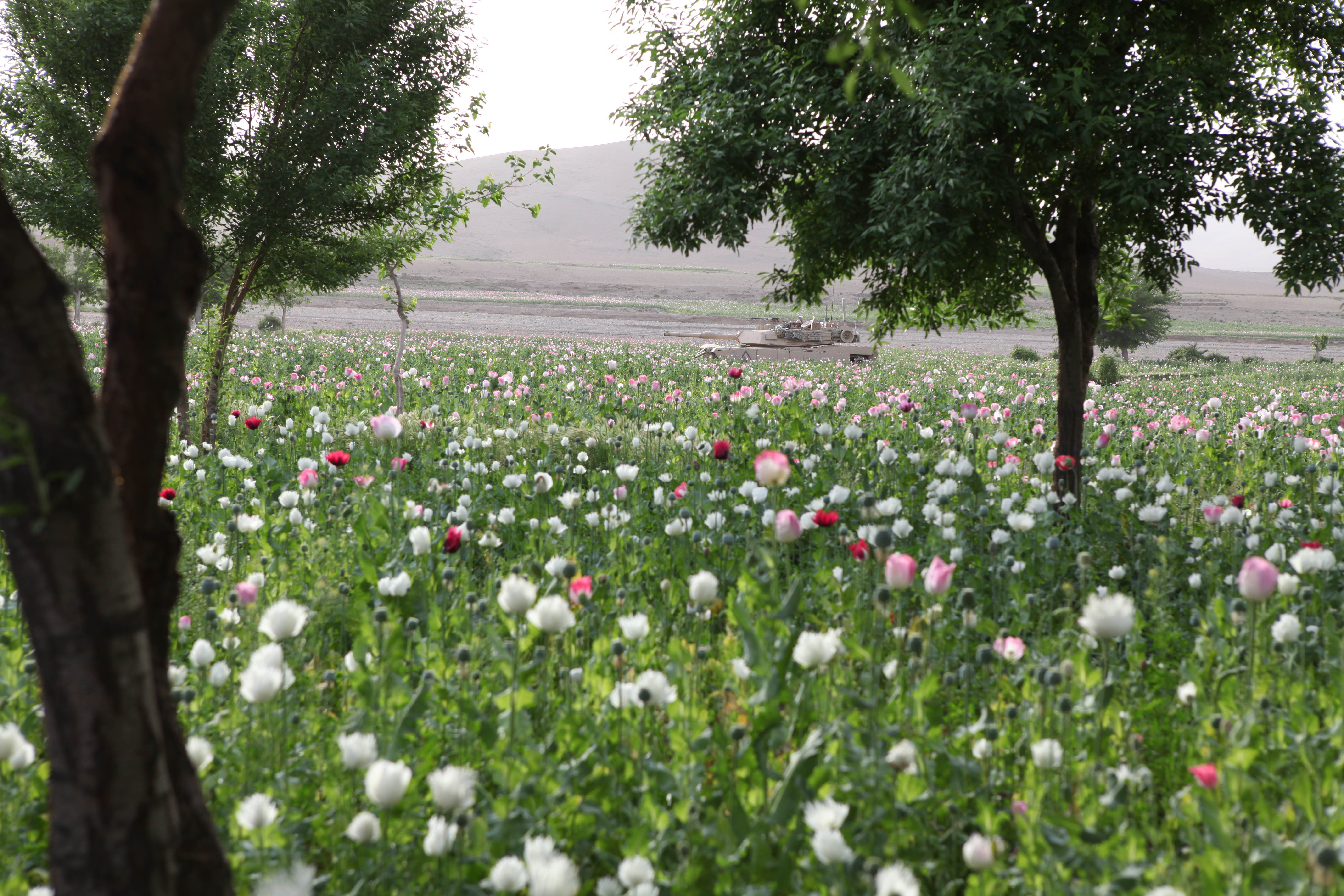
位于尼姆鲁兹省戈斯坦山谷的其中一个罂粟种植园

显示海洛因生产概况的世界地图

一直以来，罂粟种植是阿富汗重要的产业之一，因此阿富汗被认为是“金新月”的心脏地带。截至2021年，阿富汗供应了全球90%以上的非法海洛因，占欧洲供应量的95%以上。阿富汗用于种植罂粟的土地面积已经超过了在拉丁美洲用于种植古柯所需要的土地面积。自2001年以来，该国一直是头号非法药物生产国。2007年，全世界市场上93%的非药用级鸦片剂起源于阿富汗；直到2019年，阿富汗出产的鸦片仍然供应了全球84%的市场。从阿富汗流出的毒品价值达40亿美元，其中1/4的利润由鸦片种植者赚取，剩余的则流入地方官员、叛乱分子、军阀和毒贩的腰包。在第一次塔利班政权颁布禁毒令之前的七年，阿富汗农民通过鸦片种植的总收入被分配给20万个家庭。截至2017年，鸦片生产为阿富汗提供了大约40万个就业岗位，超过了阿富汗国家安全部队的雇佣人数；而鸦片贸易在2006年塔利班失去对当地军阀的控制后飙升。除了鸦片以外，阿富汗也是世界头号大麻生产国。而在喀布尔沦陷后，阿富汗的鸦片贸易越发猖獗。2022年4月，阿富汗塔利班最高领导人阿洪扎达颁布法令，在阿富汗全国范围内禁止种植罂粟，禁止制造、使用和贩运各类毒品。2023年10月24日，阿富汗临时政府代理副总理哈纳菲与联合国阿富汗问题独立评估特别协调员瑟纳尔勒奥卢举行会谈。哈纳菲阐述了临时政府在禁止毒品种植、生产和贩运等方面取得的成果，强调不允许任何人利用阿富汗的土地危害他人安全。瑟纳尔勒奥卢则表示，联合国希望与阿富汗临时政府保持良好关系，他称赞了临时政府在确保阿富汗安全与稳定方面取得的进展。11月5日，联合国毒品和犯罪问题办公室发布报告称，禁令生效一年半以来，阿富汗罂粟种植面积减少了95%，越来越多的阿富汗农民开始种植小麦等作物。报告显示，阿富汗2023年的鸦片种植面积从上一年的23.3万公顷减少到1.08万公顷，鸦片供应量相应下降了95%，从2022年的6200吨减少到333吨。缅甸則取代阿富汗，成为世界上最大的鸦片生产国。联合国毒品和犯罪问题办公室执行主任加达·瓦利表示，这将为打击非法鸦片市场提供一个取得长期成果的机会。

### 注解
1. ↑  1994-2000年